# Burg Geristein

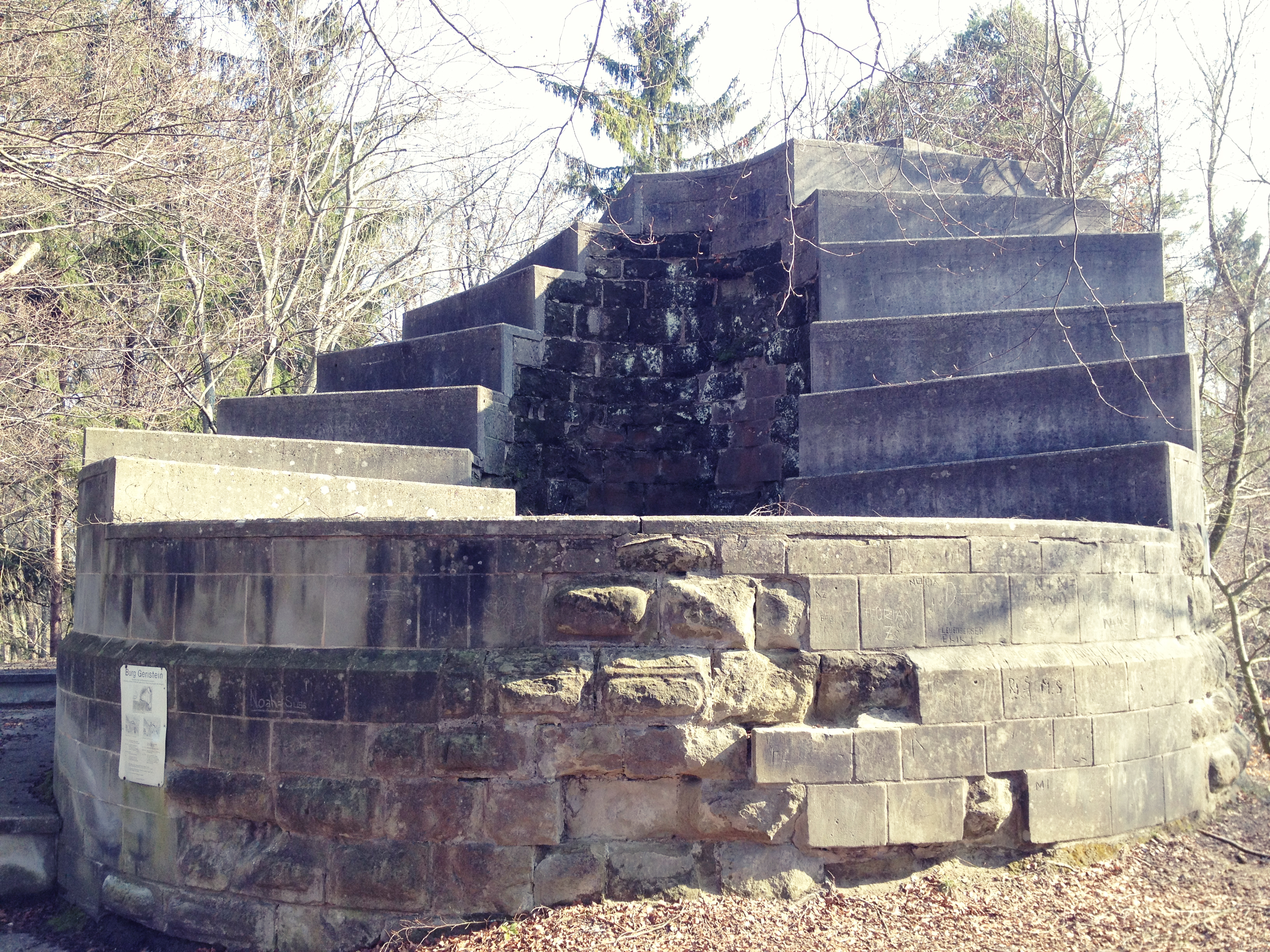
Burg Geristein oben

Die Burg Geristein (oder Gerenstein) ist die Ruine einer mittelalterlichen Höhenburg aus dem 11. Jahrhundert und befindet sich in der Gemeinde Bolligen im Kanton Bern.

## Lage und Beschreibung
Die Burgruine liegt oberhalb Bolligens auf einem Felsgrat. Sie ist leicht zu erkennen, da in späterer Zeit ein savoyischer Rundturm auf die Burgruine gebaut wurde. Zwischen 1975 und 1976 wurde die Ruine restauriert.

## Geschichte
Die Burg war der Stammsitz der Freiherren von Geristein. Die Burg wurde im 11. Jahrhundert als Holzburg errichtet und im Laufe der Zeit aus Stein gebaut. Sie diente zum Schutz und zur Kontrolle des Weges zwischen der Stadt Bern und dem Aargau. Anfang des 13. Jahrhunderts starben derer von Geristein aus und die Burg und Herrschaft hatte verschiedene Besitzer. 1298 wurde die Burg, die zu jener Zeit im Besitz derer von Montenach war, nach der Schlacht am Dornbühl von den Bernern zerstört und nicht wieder aufgebaut.